# Christoph Schwabe
Christoph Schwabe (* 13. Dezember 1934 in Rabenstein bei Chemnitz; † 6. Mai 2025 in Vollmershain) war ein deutscher Musiktherapeut, Musiker, Maler und Autor.

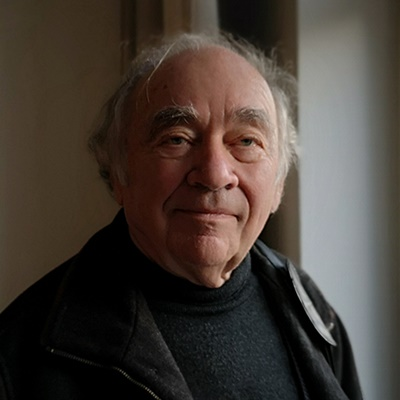
Christoph Schwabe

## Leben
Schwabe studierte Musikpädagogik, Musikwissenschaft und Psychologie an der Universität Leipzig, und arbeitete danach als freischaffender Musiker, Pädagoge und Kritiker. Von 1960 bis 1979 baute er das Fach der Musiktherapie an der Medizinischen Fakultät derselben Universität auf. Er promovierte und habilitierte an der Martin-Luther-Universität Halle-Wittenberg und war von 1980 bis 1992 Dozent für Pädagogische Psychologie an der Hochschule für Musik Carl Maria von Weber Dresden. 1992 gründete er die Akademie für angewandte Musiktherapie Crossen, die er bis 2005 leitete. Christoph Schwabe war Ehrenvorsitzender der Deutschen Musiktherapeutischen Vereinigung zur Förderung des Konzepts nach Schwabe e.V. (DMVS e.V.).
Sein 1978 in Leipzig erschienenes Buch Methodik der Musiktherapie und deren theoretische Grundlagen wird in dem Überblickswerk Literaturkompass Musiktherapie als erstes musiktherapeutisches Werk mit einer durchgängigen methodischen Grundlage bezeichnet. Es sei nicht an den damaligen Psychotherapieschulen orientiert, sondern gewinne seine Spezifik aus der Handlungsorientierung der beschriebenen Verfahren der Instrumentalimprovisation, der Gruppensingtherapie sowie der Rezeptiven und Regulativen Musiktherapie. Das Werk sei durch die damaligen Arbeitsbedingungen in der DDR gekennzeichnet, insofern es sich in seinem wissenschaftlichen Denken taktisch an die damals herrschenden totalitären Bedingungen und Verbotsschranken habe anpassen müssen. Auch sein ein Jahr später erschienenes Werk zur Regulativen Musiktherapie fand Aufnahme in die Sammlung.

## Veröffentlichungen (Auswahl)
- Untersuchungen über Entwicklung und Stand der Musiktherapie. Dissertation. Philosophischen Faktultät der Universität Halle, 1967.
- Musiktherapie bei Neurosen und funktionellen Störungen. Gustav Fischer Verlag, Leipzig 1969. Sekundärausgabe 2003.
- Methodik der Musiktherapie und deren theoretische Grundlagen. Barth, Leipzig 1978.
- Aktive Gruppenmusiktherapie für erwachsene Patienten. Thieme Verlag, Leipzig 1983. (Weitere Ausgabe 1993, ISBN 3-7404-0145-1)
- Regulative Musiktherapie. Gustav Fischer Verlag, Stuttgart / New York 1979. (Aktuelle Ausgabe: Regulative Musiktherapie (RMT): die Entwicklung einer Methode zu einer Konzeption; aus Anlass des 50. Gründungsjubiläums der Leipziger Universitätsklinik für Psychotherapie im Crossener Schriften zur Musiktherapie. 2003; Bd. 14, 2003, ISBN 3-933358-12-4)
- Entspannungstraining mit Musik. Thieme-Verlag, Stuttgart 1991, ISBN 3-7404-0050-1.
- Die Geschichte von Schloß Weißbach (Land und Leute). Akademie für angewandte Musiktherapie Crossen, 2017, ISBN 978-3-933358-75-2.
- Hiddenseegeschichten - Dichtung aus Wahrheit: 1955–1977. Christoph Schwabe, 2020, ISBN 978-3-933358-82-0.
- Texte zum Bildgestalten mit Musik. Akademie für angewandte Musiktherapie Crossen, 2020, ISBN 978-3-933358-23-3
- Lebensort Garten: Mensch-Natur-Kultur. Christoph Schwabe, 2021, ISBN 978-3-933358-83-7.
- Wider das Vergilben. Epubli, 2022, ISBN 978-3-75653-520-0.
- Hiddensee. Geschichten und Inselerlebnisse 1955 bis1977. Epubli, 2022, ISBN 978-3-75655-680-9.
- Nähe und Weite. Eine Malwoche auf Hiddensee. Epubli, 2023, ISBN 978-3-757562-76-2
- Lebensort Herbstgarten: Natur-Mensch-Kultur. Christoph Schwabe, 2024, ISBN 978-3-933358-87-5

## Ehrungen
- 2020: Bundesverdienstkreuz am Bande der Bundesrepublik Deutschland[6]